# GY6
Het GY6 motorblok Is een veelgebruikte viertakt verbrandingsmotor op benzine die veelal voor scooters en quads wordt gebruikt en ontwikkeld is door Honda.

## Technisch
- Alle GY6 modellen hebben een carburateur, er zijn sinds 2018 modellen beschikbaar met injectie.
- Alle GY6 motorblokken zijn luchtgekoeld, dit houd in dat er geen externe radiatoren nodig zijn voor vloeistofkoeling.
- Alle GY6 motorblokken worden geleverd met een Continu variabele transmissie oftewel CVT.

## Verschillende versies van het GY6 Motorblok[1]

### Toelichting
Er zijn verschillende versies van het GY6 motorblok, zo heb je versies met een verschillende cilinderinhoud en versies voor verschillende wielmaten. De modelbenamingen van het motorblok worden echter alleen gecategoriseerd op cilinderinhoud, hieronder een lijst van alle verschillende modellen van het GY6 motorblok (er zijn dus meerdere versies van onderstaande modellen voor verschillende wielmaten).

### Lijst
Dit overzicht is mogelijk incompleet; u kunt helpen door het uit te breiden.
- GY6 139qmb (50cc, een veelgebruikt motorblok in Nederlandse snor of brom scooters)
- GY6 157qmj (150cc, voornamelijk in gebruik bij quads en buitenlandse motorscooters, in Nederland niet heel populair omdat de A1 wetgeving voor motoren maximaal 125cc op een A1 motorscooter toelaat)

## Populaire scooter/brommer merken die gebruik maken van het GY6 motorblok
Dit overzicht is mogelijk incompleet; u kunt helpen door het uit te breiden.
- SYM
- Kymco
- Peugeot
- Turbho
- Senzo
- La Souris
- AGM
- Znen